# Feministische Kriminologie
Feministische Kriminologie ist der Oberbegriff für mehrere Forschungsrichtungen, die Kriminalität und Kriminalisierung aus feministischer Sicht sozialwissenschaftlich untersuchen. Je nach der feministischen Schule gibt es den liberalen, den radikalen, den marxistischen und den sozialistischen Ansatz. Der Begriff der „Feministischen Kriminologie“ ist allgemein gebräuchlich, wenn er auch in neuerer Zeit dem allgemeiner gefassten Ansatz des Gender weicht. So hat die Gesellschaft für interdisziplinäre wissenschaftliche Kriminologie (GiwK) eine „Sektion Genderperspektiven in der Kriminologie“ eingerichtet, die von Martina Althoff geleitet wird.

## Geschichte
Den Anfang machten seit Ende der 1960er-Jahre britische Arbeiten, in denen der Bias der traditionellen „Malestream“-Kriminologie kritisiert wurde und in denen erstmals die Erfahrungen von Frauen als Täterinnen und Inhaftierte, als Opfer sowie als Handelnde im Justizsystem beschrieben wurden. In einer zweiten Phase kam es seit Beginn der 1980er-Jahre durch postmoderne Ansätze im Feminismus teilweise zu einer Neuorientierung, wobei die bisherigen Ergebnisse einer Reflexion unterzogen wurden. Neben empirische Untersuchungen der Kriminalität von Frauen traten Studien zur Konstruktion des Frauenbilds im strafrechtlichen, kriminologischen, medizinischen usw. Diskurs, der nun auch farbige oder lesbische Frauen ausdrücklich mit einbezog.
Als Pionierin der feministischen Kriminologie im deutschsprachigen Raum gilt Gerlinda Smaus. Eine weitere bedeutsame Vertreterin in Deutschland ist Monika Frommel, die sich gleichwohl auch kritisch geäußert hat.

## Grundlegende Aussagen
Feministische Kriminologie ist Fortentwicklung und zugleich Kritik der Kritischen Kriminologie, die zwar die gesellschaftliche Konstruktion von Kriminalität auf Basis asymmetrischer Machtbeziehungen thematisiert, dabei aber den Gender-Aspekt vernachlässigt hatte. Die Forschungspraxis feministischer Kriminologie richtet sich insbesondere auf die „frauendegradierende Konstruktion juristischer Kategorien“ wie Abtreibung, Pornografie, Prostitution, sexuelle Belästigung oder Vergewaltigung. Dazu zählt auch die alternative Bewältigung von Kriminalitätskonflikten in Frauenhäusern und Selbsthilfegruppen. Schließlich werden auf höherer Abstraktionsebene „Probleme des institutionalisierten Patriarchalismus im Kriminaljustizsystem“ analysiert.
Gemeinsamer Ausgangspunkt aller Richtungen der feministischen Kriminologie ist die Feststellung, dass Frauen von der herkömmlichen kriminologischen Forschung nicht oder jedenfalls viel zu wenig beachtet worden seien. Eine der Grundannahmen feministischer Kriminologie ist, dass sowohl die Möglichkeit, Straftaten verüben zu können, als auch die Reaktion der Gesellschaft auf kriminelles Verhalten vom Geschlecht der Täterin oder des Täters beeinflusst werden. Daher könne Delinquenz angemessen nur unter Berücksichtigung der Geschlechterordnung analysiert werden. Weitere Bedingungen für Ungleichheit – etwa die Schichtzugehörigkeit oder das Alter – werden in diesem Forschungsansatz durchaus neben dem Gender berücksichtigt.
Ein wichtiges Forschungsfeld ist auch die häusliche Gewalt gegen Frauen.

## Kritik
Günther Kaiser warf der feministischen Kriminologie vor, sie sei von „stereotypen Vorstellungen über ‚die Frau‘ geprägt“. Obgleich sie insgesamt gesehen eine Bereicherung für die Kriminologie darstelle, sei die Betonung und die Einengung der Analyse auf den Geschlechtsunterschied eine „verengte, … reduzierte Betrachtung der gesellschaftlichen Machtdifferenzen“. Das Geschlecht des Täters habe „ganz überwiegend nur geringe oder keinerlei Wirkung auf Verfahren und Erkenntnisse der Strafrechtspflege“. Karl-Ludwig Kunz bezweifelt ebenfalls, dass „das soziale Geschlecht wirklich den entscheidenden Schlüssel zum Verständnis von Kriminalität liefert.“
Monika Frommel bestreitet eine wesentliche Grundannahme der frühen feministischen Kriminologie, wonach das Strafrecht grundsätzlich herrschaftsstabilisierend sei. Zudem sei das Patriarchat eine Herrschaftsform, „die wir tendenziell gerade verlassen“. Die pauschale Parteiname für Frauen als „Opfer“, die vielfach am Anfang der feministischen Kriminologie gestanden habe, sei deshalb ein „linker Mythos“ und heute „nicht mehr überzeugend“. Diese frühen Ansätze aus den 1970er-Jahren müssten deshalb als überholt angesehen werden. Allein die ungleiche Betroffenheit der Geschlechter durch das Recht mache dieses nicht ungerecht. Problematisch sei dagegen eine systematische Benachteiligung von Unterprivilegierten durch das Recht. Frommel resümiert: „Zugeschriebene Kriminalität ist ein negatives Gut und produziert, verstärkt (oder besiegelt) typisch männlich Abstiegsprozesse“, während für die geschlechtsspezifischen Verhaltensunterschiede, die zu einem Überwiegen männlicher Straftäter gegenüber weiblichen führten, bisher kein plausibler Grund beschrieben worden sei.